# Col de l'Écharasson
Le col de l’Écharasson est un col routier situé à 1 145 mètres d'altitude dans le département français de la Drôme, dans le massif du Vercors.

## Toponymie
Un écharasson, parfois appelé charasson, est une sorte d'échelle triangulaire, dont les barreaux sont disposés de part et d'autre d'un montant unique.

## Géographie
Le col se trouve sur une voie communale de Saint-Jean-en-Royans, entre Saint-Laurent-en-Royans et Bouvante, dans le parc naturel régional du Vercors.

## Activités

### Randonnée
Le sentier de grande randonnée 9, reliant Saint-Amour dans le département du Jura pour rejoindre Saint-Pons-les-Mûres dans le Var, passe au col d'est en ouest.

### Cyclisme
Emprunté pour la première fois, le col est classé en 1re catégorie au Grand prix de la montagne lors de la 15e étape du Tour de France 2004 au km 127 entre Valréas et Villard-de-Lans. Richard Virenque le franchit en tête.

### Rallye automobile
C'est un col emblématique du rallye de Monte-Carlo historique.